# Bomaribidion angusticolle
Bomaribidion angusticolle là một loài bọ cánh cứng trong họ Cerambycidae.